# 409 (canción)
«409» es una canción escrita por Brian Wilson, Mike Love y Gary Usher para el grupo The Beach Boys. Se editó como lado B del segundo sencillo de la banda "Surfin' Safari".

## Sencillo
El sencillo alcanzó su punto máximo en el número catorce en los Estados Unidos, pero nunca figuró en el Reino Unido. Al principio se le dio todo el crédito a Brian Wilson y Gary Usher. El nombre de Mike Love fue añadido después que Love ganara un juicio contra Brian Wilson en la década de 1990.
Aunque The Beach Boys grabaran más de una docena de canciones que fueron escritas sobre coches, sólo algunas de estas se hicieron conocidas como "Shut Down", "Little Deuce Coupe" y "Fun, Fun, Fun".

## Publicaciones
"409" fue publicada en el álbum debut del grupo, Surfin' Safari de 1962, también en Little Deuce Coupe de 1963 y en el álbum con varias canciones sobre coches Shut Down también de 1963. La canción fue compilada en Best of The Beach Boys Vol. 2 de 1967, en Best of The Beach Boys Vol. 3 de 1968, en el álbum doble Spirit of America de 1975, en Made in U.S.A. de 1986, en el exitoso box set Good Vibrations: Thirty Years of The Beach Boys de 1993, fue regrabada con Junior Brown para el álbum de estudio Stars and Stripes, Vol. 1 de 1996, la versión original fue compilada en The Greatest Hits - Volume 1: 20 Good Vibrations de 1999, apareció en Sounds of Summer: The Very Best of The Beach Boys de 2003, en The Warmth of the Sun de 2006, y en los box U.S. Singles Collection: The Capitol Years, 1962-1965 de 2008 y Made in California de 2013.
Una versión en vivo de "409" con todos los beach boys sobrevivientes fue editada en Live – The 50th Anniversary Tour de 2013.

## Información
"409" es una canción basada en el Chevrolet 409, de 409 pulgadas cúbicas con un motor V8 motor. Gary Usher, que escribió la mayoría de las letras para la canción soñó en aquel tiempo con un día poseyendo un Chevrolet 409.
Los sonidos de coche del principio se grabaron con el magnetofón de cinta Wollensack que a Brian le habían regalado para su 16 cumpleaños. Usher pasó con su vehículo por la calle de la casa de Brian varias veces, hasta que consiguió el efecto deseado.

## Músicos
- Mike Love - voz principal
- David Marks - guitarra rítmica
- Brian Wilson - bajo, vocal
- Carl Wilson - guitarra solista, vocal
- Dennis Wilson - batería, vocal